# Regina Petrik
Regina Petrik (* 9. November 1963 in Wien) ist eine ehemalige österreichische Politikerin (Die Grünen). Sie war von 2015 bis 2024 Abgeordnete zum Burgenländischen Landtag und von 2012 bis 2023 Landessprecherin der Grünen Burgenland.

## Politik
2010 begann Petrik, deren Mutter Eva Petrik unter Erhard Busek für die ÖVP in Wien antrat, als Quereinsteigerin ihre politische Arbeit bei den Grünen im Burgenland. Ihr gesellschaftspolitisches Engagement setzte sie davor zuletzt als Vizepräsidentin der Katholischen Aktion um.
Aus privaten Gründen übersiedelte sie 1994 von Wien nach Eisenstadt und 2010 stieg sie als Landesgeschäftsführerin der Grünen im Burgenland in die Landespolitik ein. Sie wurde 2012 Gemeinderätin in der Landeshauptstadt Eisenstadt, Mitglied des Prüfungsausschusses und Mitglied des Stadtbezirksausschusses Kleinhöflein. Bei der Landesversammlung der Grünen Burgenland im März 2012 in Pöttsching wurde Petrik zur Landessprecherin gewählt. Dem Bundesvorstand der Grünen Österreich gehörte Petrik von September 2012 bis Jänner 2019 an.
2014 legte sie die Geschäftsführung nieder, um durch verschiedene, einfache Jobs ein tieferes Verständnis für die Bedürfnisse der burgenländischen Wähler zu bekommen. 2015 trat sie als Spitzenkandidatin der Grünen bei der Landtagswahl an und erhielt sie das zweite Mandat der Grünen im burgenländischen Landtag, sie wurde auch wieder Sprecherin der burgenländischen Grünen. Am 6. April 2019 wurde sie zur Spitzenkandidatin der Grünen für die Landtagswahl 2020 gewählt, bei der die Grünen mit 6,72 % wieder zwei Mandate im Burgenländischen Landtag erhielten und Petrik somit ihre Funktion als Landtagsabgeordnete fortsetzte.
Regina Petrik war von Februar 2018 bis Jänner 2019 Stellvertreterin des Bundessprechers der österreichischen Grünen Werner Kogler.
Im August 2023 gab sie bekannt, bei der Landtagswahl 2025 nicht mehr zu kandidieren und sich aus der Politik zurückzuziehen. Zu ihrer Nachfolgerin als Landessprecherin der Grünen Burgenland wurde im Oktober 2023 Anja Haider-Wallner gewählt. Am 23. Mai 2024 nahm Petrik zum letzten Mal im Landtag Platz, am 27. Juni 2024 übernahm Anja Haider-Wallner ihren Landtagssitz und ihre Funktion als Klubobfrau.

## Ausbildung und Beruf
Regina Petrik besuchte Volksschule, das BORG für Studierende der Musik in Wien und studierte Erziehungswissenschaften. Danach bildete sie sich an der Akademie für Sozialmanagement weiter. 20 Jahre lang war Petrik als Erwachsenenbildnerin, Erziehungsberaterin und Mediatorin tätig. Sie engagierte sich in ihrer Jugend in der Katholischen Jungschar, wo sie auch eine Position im Vorsitz innehatte. Sie war ehrenamtliche Mitarbeiterin in der außerschulischen Kinder-, Jugend- und Familienarbeit.
Seit 1. September 2024 ist Petrik Generalsekretärin der Katholischen Aktion Österreich.

## Privates
Regina Petrik ist die Tochter der ÖVP-Politikerin Eva Petrik sowie Mutter der ehemaligen Sprecherin der Jungen Grünen und Mitbegründerin der Jungen Linken Flora Petrik sowie von zwei weiteren Kindern. Sie ist verheiratet und wohnt in Eisenstadt.